# Maladeta
Maladeta è il nome di una montagna (3.312 m s.l.m.) dei Pirenei molto vicina alla cima più elevata del massiccio (il Picco d'Aneto). Si trova all'interno del parco naturale Posets-Maladeta nel territorio del comune di Benasque nella provincia di Huesca, in Aragona (Spagna). 
Sul versante settentrionale si trova il ghiacciaio Maladeta.